# Santa Fiora
Santa Fiora ist eine italienische Gemeinde mit 2493 Einwohnern (Stand 31. Dezember 2023) in der Provinz Grosseto in der Toskana und ist Mitglied der Vereinigung I borghi più belli d’Italia (Die schönsten Orte Italiens).

## Geografie

Lage der Gemeinde Santa Fiora in der Provinz Grosseto

Sie liegt etwa 40 km östlich der Provinzhauptstadt Grosseto und rund 110 km südlich von Florenz und hat eine Fläche von 62,9 km². Sie liegt am Fluss Fiora und in unmittelbarer Nähe zum Monte Calvo (930 m, liegt im südlichen Gemeindegebiet), zum Monte Labbro im Westen und zum Monte Amiata im Norden in der klimatischen Einordnung italienischer Gemeinden in der Zone E, 2269 GG.
Der Hauptort ist in drei Stadtdrittel aufgeteilt, Terzieri genannt. Das höchstgelegene und älteste Drittel (Terziere) ist Castello, dort befindet sich die Rocca bzw. der heutige Palazzo Sforza Cesarini. Das Terziere Castello ist durch die Via Carolina und dem Stadttor Porticciola mit dem Drittel Borgo verbunden. Durch das Stadttor San Michele (Porta di Borgo) gelangt man nach Montecatino, dem jüngsten Stadtdrittel. Hier ist die Peschiera angelegt.
Zu den Ortsteilen zählen Bagnolo (800 m), Bagnore (780 m), Marroneto (690 m) und Selva (788 m).
Die Nachbargemeinden sind Abbadia San Salvatore (SI), Arcidosso, Castel del Piano, Castell’Azzara, Piancastagnaio (SI), Roccalbegna und Semproniano.

## Geschichte
Erstmals erwähnt wurde der Ort 890 in einem Dokument, welches Grenzfragen mit Abbadia San Salvatore behandelt. Funde aus der Jungsteinzeit und den Zeiten der Etrusker und Römer lassen auf eine frühere Besiedelung schließen. Aus dem Jahr 1082 sind Befestigungsarbeiten der Aldobrandeschi nachgewiesen. Seit 1141 zeugen Schriften vom Castello Santa Flore. 1274 teilte sich die Familie der Aldobrandeschi in zwei Zweige. Einer blieb mit Hauptsitz in Santa Fiora, der andere residierte in Sovana und Pitigliano. Zu der Grafschaft des Ildebrandino di Bonifazio gehörten zu dieser Zeit auch Arcidosso, Castiglione d’Orcia, Roccastrada, Selvena und Semproniano. In der Mitte des 14. Jahrhunderts geriet der Ort zeitweise unter die Kontrolle der Republik Siena, als Guidoriccio da Fogliano mehrere Orte in der Gegend einnahm. Der Friedensvertrag zwischen Santa Fiora und Siena wurde am 18. November 1331 in Siena unterzeichnet. Von 1380 bis 1384 war der Ort von Siena besetzt. Durch die Heirat von Cecilia Aldobrandeschi mit Bosio Sforza 1439 ging der Ort in den Machtbereich der Sforza über, nach 1673 in den der Cesarini Sforza. Im 19. und 20. Jahrhundert war der Bergbau, bei dem hauptsächlich Quecksilber gewonnen wurde, ein wichtiger Wirtschaftsfaktor.
Um dem Bevölkerungsschwund etwas entgegenzusetzen, wurde der Ort inzwischen mit schnellem Internet ausgestattet. Man wirbt dafür, sich dort niederzulassen und von dort aus Home-Office zu betreiben. Die Stadt unterstützt dies mit einem zeitlich begrenzten Miet-Zuschuss und einem Bonus pro Neugeborenem.

## Sehenswürdigkeiten

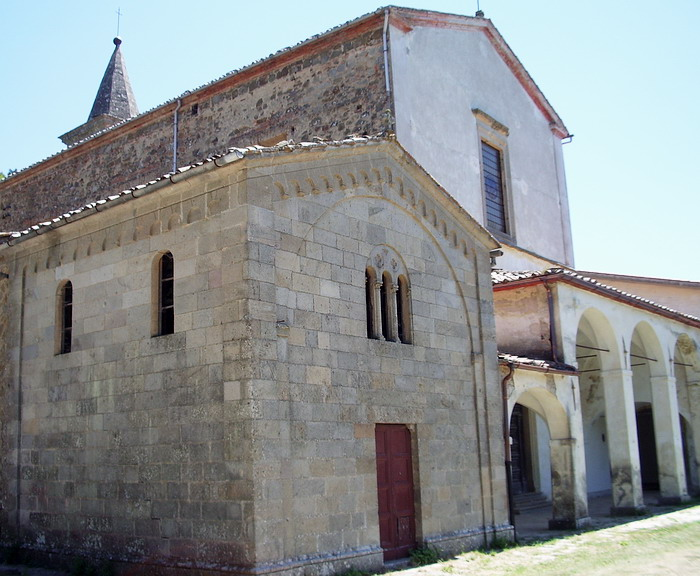
Der Convento della Santissima Trinità alla Selva im Ortsteil Selva

- Pieve delle Sante Flora e Lucilla, bereits 1142 erwähnte Pieve im Terziere Castello. Unter der Fensterrose aus Travertin ist das Wappen der Aldobrandeschi zu sehen. Enthält die Werke Il battesimo di Gesù, Ultima cena und ein Triptychon (Incoronazione della Vergine, Stimmate di San Francesco und San Girolamo penitente, die Predella dazu besteht aus den Werken Annunciazione, Natività e Adorazione dei Magi) von Andrea della Robbia.[12]
- Chiesa della Madonna della Neve (auch della Piscina genannt), Kirche im Terziere Montecatino neben der Peschiera, vor 1640 entstanden,[6] enthält von Francesco Nasini das Fresko Guglielmo, Monica, Agostino e Nicola da Tolentino (1640 entstanden).[12]
- Chiesa del Suffragio, Kirche im Terziere Castello an der Piazza Carducci. Entstand von 1716 bis 1726.[12]
- Chiesa di San Giuseppe, Kirche aus dem Jahr 1872.[6]
- Chiesa di Santa Chiara, Kirche im Terziere Borgo in der Via delle Monache, 1705 entstanden.[12] Der dazugehörige Convento delle Clarisse wurde 1992 verlassen.[3]
- Chiesa di Sant’Agostino, Kirche im Terziere Borgo, 1146 als Chiesa di San Michele Arcangelo entstanden mit Campanile aus dem 14. Jahrhundert. War seit 1309 dem Augustinerorden zugeteilt und wurde bis 1681, als die heutige Fassade entstand, mehrfach restauriert und verändert. Enthält Werke aus der Schule des Jacopo della Quercia (Madonna con il Bambino, Holzfigur). Die weiteren Holzfiguren Sant’Antonio Abate und San Nicola da Tolentino sind unbekannter Herkunft. In der Sakristei befinden sich die Leinwandgemälde Annunziata und Angelo annunziante sowie das Altargemälde Madonna in trono con il bambino e Santi (16. Jahrhundert) und das Holztafelgemälde Madonna e il Bambino tra Angeli aus dem 15. Jahrhundert. Weitere Werke in der Sakristei sind zwei goldbronzene Reliquienbüsten der Monika von Tagaste aus den Jahren 1765 und 1773 sowie zwei Leinwandbilder der Monika, wahrscheinlich aus dem 17. Jahrhundert.[12][6]
- Chiesa di Sant’Antonio im Terziere Borgo an der Piazza Sant’Antonio, ehemalige Kirche aus dem 16. Jahrhundert. Wurde in der Besatzungszeit der Truppen von Napoleon Bonaparte zerstört. Heute ist nur noch die Fassade erhalten.[12]
- Museo delle miniere di mercurio del Monte Amiata, Bergbaumuseum im Palazzo Sforza Cesarini.[13]
- Palazzo Sforza Cesarini im Terziere Castello, 1575 auf den Resten der Rocca aldobrandesca erbaut, von der die beiden Türme (Torre degli Aldobrandeschi und Torre dell’Orologio) in den Bau integriert wurden.[14] Seit 2002 befindet sich hier das Quecksilbermuseum (Museo delle Miniere di Mercurio del Monte Amiata).
- Palazzo Pretorio, dem Palazzo Sforza Cesarini rechtsseitig anliegend. Wurde im 19. Jahrhundert restauriert.[15]
- Peschiera, Fischzuchtanlage im Terziere Montecatino, ca. 1450 entstanden und 1851 erweitert durch Lorenzo Sforza-Cesarini.
- Convento della Santissima Trinità alla Selva (Ortsteil Selva), Konvent, enthält das Werk Assunzione della Vergine coi Santi Girolamo, Tommaso e Francesco (Altarbild) von Girolamo di Benvenuto
- Chiesa della Madonna Addolorata, Kirche im Ortsteil Selva aus dem Jahr 1828.[12]
- Chiesa di San Rocco, 1529[12] entstandene Kirche nahe Marroneto.
- Chiesa del Santissimo Nome di Maria, Kirche im Ortsteil Bagnolo.
- Chiesa della Madonna del Rosario, Kirche im Ortsteil Bagnolo.

## Söhne und Töchter der Stadt
- Valerio Valeri (1883–1963), Kurienkardinal der römisch-katholischen Kirche
- Laura Morante (* 1956), Schauspielerin

## Gemeindepartnerschaften
Der Ort pflegt Gemeindepartnerschaften mit Pedace (Provinz Cosenza) und Pozzuolo del Friuli (Friaul-Julisch Venetien), beide Italien.

## Santa Fiora in der Literatur
Der Ort wird von Dante in der Göttlichen Komödie im zweiten Teil des  Purgatorio (Läuterungsberg/Fegefeuer, 6. Gesang, Zeile. 109–111) erwähnt:
- Original:

Vien, crudel, vieni, e vedi la pressura
d’i tuoi gentili, e cura lor magagne;
e vedrai Santafior com’è oscura!
- Deutsch:

Komm, Grausamer, die Treuen zu erretten!
Sieh, ungestraft drängt sie der schnöde Feind!
Sieh Santafior in wilder Räuber Ketten!
(Streckfuß-Übersetzung)

## Bilder

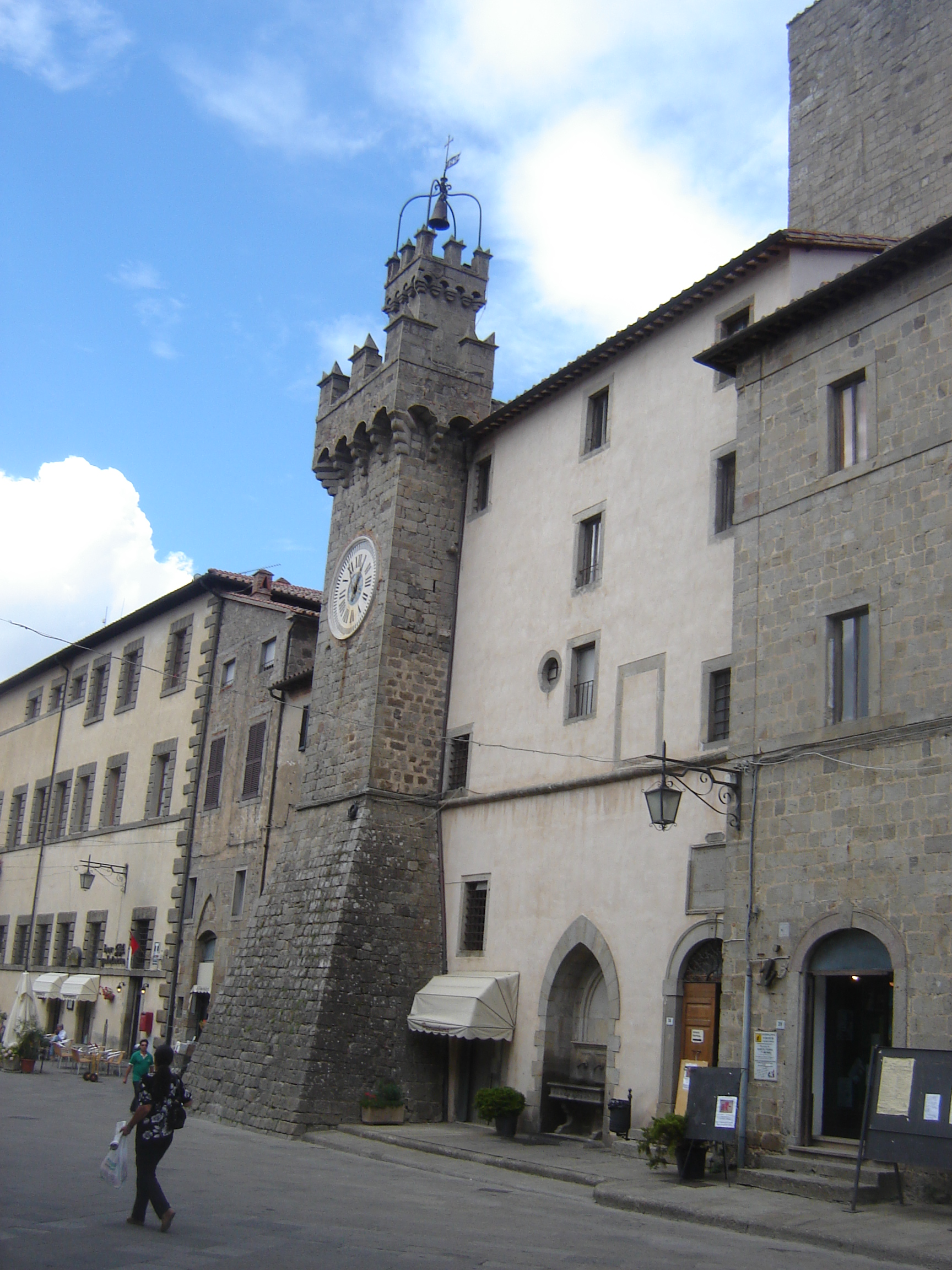
Palazzo Sforza Cesarini
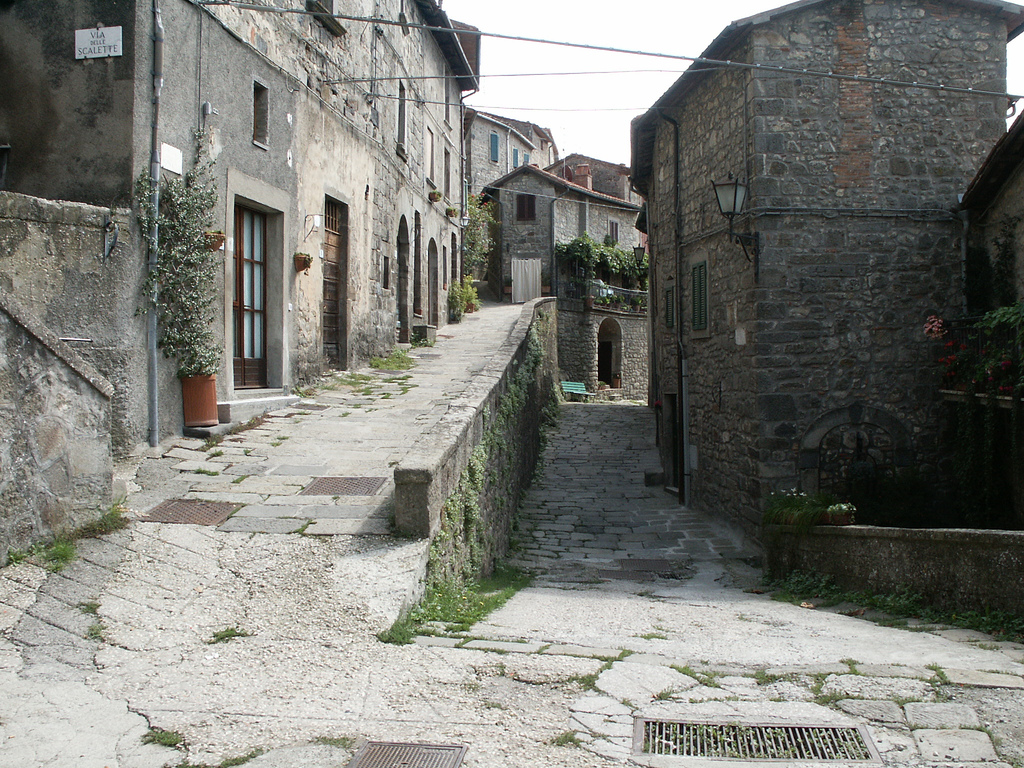
Straße Via delle Scalette in Santa Fiora im Ortsdrittel Borgo
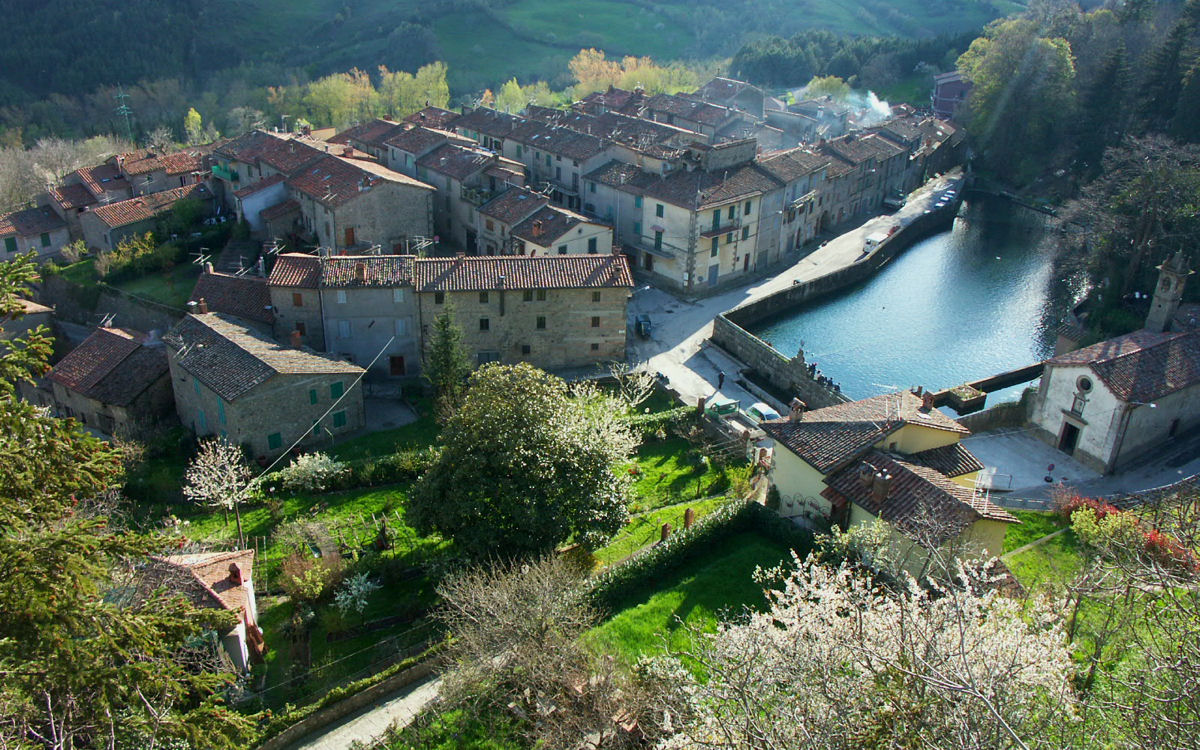
Ortsdrittel Montecatino mit Peschiera und der Kirche Madonna della Neve
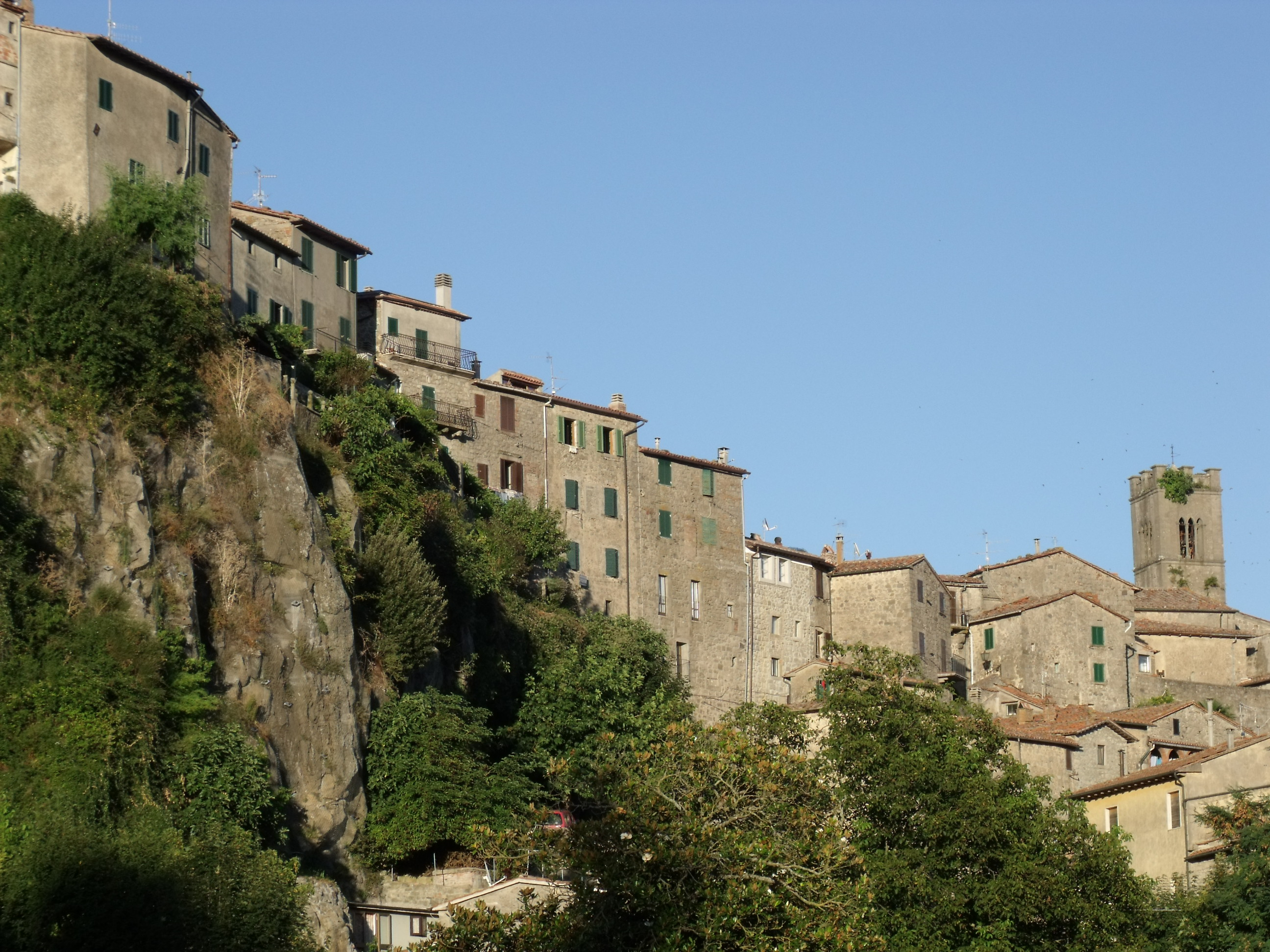
Ausblick vom Ortsdrittel Borgo nach Castello